# Ranohira
Ranohira est une ville et commune rurale malgache située dans la région Ihorombe, dans la province de Fianarantsoa.

## Géographie
Ranohira est située sur la Route nationale 7 qui relie Antananarivo à Tuléar en passant par Fianarantsoa, distante de 25 km d'Ilakaka et 93 km d'Ihosy. 
Ranohira tire son nom d'une légende ou des Lémur Catta ou Makis ("Hira" en langue locale Bara) ont été découvert en buvant de l'eau ("Rano" en Malgache) dans un source, proche du village, utilisé uniquement par le roi Bara. Le roi a ensuite donné le nom Ranohira a son village ce qui signifie "l'eau des Makis".

## Population et société

### Démographie
La population est estimée à environ 10,000 habitants.

## Économie
Le culture du riz, des arachides et du manioc constituent les principales ressources agricoles de la région. 
Les activités touristiques liées au parc national de l'Isalo (hôtels et guides) contribuent grandement à l'économie locale .